# 冤罪死刑
『冤罪死刑』（えんざいしけい）は、緒川怜による日本の小説。2013年にテレビドラマ化された。

## テレビドラマ
テレビドラマ化され、テレビ朝日系の土曜ワイド劇場枠で2013年11月23日放送された。視聴率14.5%。拘置所のシーンはセットではなく実際に大阪拘置所で撮影されている。

### キャスト
恩田和志（おんだ かずし）
演 - 椎名桔平
本作の主人公。大手新聞記者であり、大阪在中であるが事件当時は現場の京都に居た。当時も記事担当であった事から3年前の春薗乙女の誘拐殺人事件の真相を究明する。仕事が忙しい為、すれ違いがあり妻とは別居中。10年前に老刑事である村上に命を救って貰った過去がある。「真実を追求し被害者に寄り添う」が彼の信念である。
櫻木希久子（さくらぎ きくこ）
演 - 財前直見
死刑判決を受けた山崎哲也の後任弁護士。敏腕であるが山崎の弁護を引き受けたのには大きな理由があった事が終盤で判明する。弁護士の前に母親と言う事が恩田を巻き込むトラップとなる。
櫻木優希（さくらぎゆうき）
演 - 桜田ひより
希久子の娘。白血病であり適合ドナー待ち。
佐々木太一（ささき たいち）
演 - 塚本高史
恩田の京都時代の後輩で現在も京都在中記者。恩田を尊敬してるが確証が取れないまま記事にしてしまう為、恩田の「真実を追求する」の意に反し対立してしまう事もあった。本人の言動から恋人や婚約者はなし。
高嶋健一（たかしま けんいち）
演 - 吉田栄作
京都府警の刑事。村上の部下で彼を信じ心底尊敬していた。恩田とも対立していたが、事実が知りたい為に後半は恩田に協力する事になる。激昂し恩田の胸倉を掴むなど刑事にしては短気である。
栗原稔（くりはら みのる）
演 - 甲本雅裕
連続少女殺害事件の犯人で、すでに死刑が確定し、大阪拘置所に収監されている男。恩田と希久子の調査により、春薗乙女誘拐殺人事件の真犯人として浮上する。女性に対する妄想癖の為に10歳の女児2名を殺害。子連れの池端仁美と結婚したが連れ子の理沙を実の娘のように可愛がっていた。自分の欲望が抑えられない限界を悟り2人の前から失踪してから事件を起こす。家電販売店に勤務していた。番組終盤で刑が執行される。
山崎哲也（やまざき てつや）
演 - 長谷川朝晴
車に春薗乙女の毛髪があったことから逮捕され第2審判決で死刑判決が下された。事件が起こる数日前にぬいぐるみを忘れた乙女の家に届けに来ている。事件前に骨髄バンクにドナー登録していた。自動車ディーラーに勤務しており、春薗家の担当だった事から乙女殺害の容疑者とされた。番組終盤でも彼が本当の犯人であったかは劇中明かされていない（動機がなかった為）。
春薗秀紀（はるぞの ひでき）
演 - 丸山智己
チェーテンの社長。娘の乙女の出生について事件前から懐疑的であり、妻の加奈子と終盤決裂を生む。それを引き金に悲劇的最期を迎える。母親と同居していたが、山崎の死刑判決後に病死。乙女の妹である次女がいるが、こちらは秀紀の実子である。薄々に乙女の素性を感づいていたか、誘拐当日でも仕事を終えてから帰宅し乙女への愛情を疑う行動もあった。逆に次女とは一緒に食事をとり溺愛している。
春薗加奈子（はるぞの かなこ）
演 - 浅見れいな
3年前の誘拐事件では身代金（6000万円）の受け渡し役を行った。夫・秀紀には引け目があったものの自分が出産した乙女への愛情は強く、犯人とされる山崎には憎しみを持っている。しかし恩田の取材から真実を望み、秀紀まで疑うようになる。
春薗乙女（はるぞの おとめ）
演 - 荒田悠良
本編の3年前、ピアノ教室の帰りに公園で母親の迎えを待っている時に何者かに誘拐され、殺害された。享年10。実は父親である春薗 秀紀とはDNAが一致せず、加奈子が結婚式前日にレイプされてできた子供であることが中盤で判明した。
岩瀬厚一郎（いわせ こういちろう）
演 - 小木茂光
小鳥遊純枝（たかなし すみえ）
演 - 山下容莉枝
藤波仁志（ふじなみ ひとし）
演 - 山田明郷
峯岸孝二（みねぎし こうじ）
演 - 神尾佑
小藤卓（こふじ すぐる）
演 - 菅原大吉
村上朱美（むらかみ あけみ）
演 - 鷲尾真知子
老刑事・村上清孝の妻。余命がない夫を看病し最期を看取る事になる。恩田の事も知っており、お通夜で夫から聞いた本心を打ち明ける。京都府警の裏切り行為として、清孝のお通夜の関係出席者は高嶋のみであった。これを高嶋は惨めだと激高し恩田を責めるが、「夫は惨めではない、信念を貫いた」と朱美自身も納得の捏造暴露であった。
池端仁美（いけはた ひとみ）
演 - 高岡早紀
死刑囚である栗原の元妻。栗原を変わらず愛していたが、死刑囚の娘となる理沙を不憫に思い周りの勧めから離婚。だが獄中内の栗原とは文通していた。ドラマ版では職場はスーパーのパート。
池端理紗（いけはた りさ）
演 - 瀬尾真優
仁美の娘であるが栗原とは血は繋がってない。栗原にも可愛がられていたが８歳の時に栗原は蒸発。10歳時に交通事故で死亡。ドラマでは写真や遺影のみの登場だけ。
大谷俊雄（おおたに としお）
演 - 平田満
本郷真一（ほんごう しんいち）
演 - 伊武雅刀
現在大阪在中で恩田の直接の上司である編集長。京都時代には佐々木も部下であった。「下手な記事を書くとクビにするぞ」と高圧的であるが、恩田の性格を知ってるが故の発奮材料となっている。逆に「やるなら徹底的にやれ」と後押ししてくれる、恩田の良き理解者でもある。
村上清孝（むらかみ きよたか）
演 - 小林稔侍
春薗乙女誘拐殺人の担当であった京都府警の老刑事。色々な警察の柵があり、捏造も用いたが余命がない病床で真実を打ち明けた。しかし山崎を犯人だと確証を持っており、自供から死体遺棄状態なども一致してたと言う。

### スタッフ
- 原作 - 緒川怜「冤罪死刑」（講談社刊）
- 脚本 - 吉本昌弘
- 監督 - 橋本一
- プロダクション協力 - 東映太秦映画村
- プロデューサー - 佐藤凉一（テレビ朝日）、池田邦晃（テレビ朝日） 、和佐野健一（東映）
- 制作 - テレビ朝日、東映